# Richmond West, Florida
Richmond West är en ort (CDP) i Miami-Dade County, i delstaten Florida, USA. Enligt United States Census Bureau har orten en folkmängd på 31 973 invånare (2010) och en landarea på 10,8 km².